# Eric Peleias
Eric Peleias (São Paulo) é um quadrinista e designer brasileiro. Graduado em Direito em 2003 e Mestre em Design Editorial pelo Istituto Europeo di Design de São Paulo, também estudou Design Gráfico na Escola Panamericana de Artes e Design e Ilustração no Instituto dos Quadrinhos e na Quanta Academia de Artes. Peleias já trabalhou como diretor e arte, designer e ilustrador para diversas empresas, tais como Editora Abril, Greenpeace, Natura, entre outras.
Seu primeiro trabalho com história em quadrinhos foi o romance gráfico Ima: Sempre em Frente, que contava a história real de Julia, uma sobrevivente do holocausto. O livro, que contou com prefácio do ator Dan Stulbach, foi publicado em forma independente e lançado durante o Festival Internacional de Quadrinhos em 2013. Peleias ainda lançou mais algumas HQs solo, como Eu, Super (independente, 2014), Olhos Insanos (Jupati Books, 2015) e Diário de um Super (Social Comics, 2016).
A partir de 2017, Peleias passou a trabalhar principalmente como roteirista de quadrinhos, com livros feitos em parceria com outros artistas. O primeiro romance gráfico de Peleias apenas como roteirista foi Até o Fim (Geektopia, 2017), com arte de Gustavo Borges e Michel Ramalho. Depois disso, ainda lançou Últimos Deuses (com Hiro Kawahara, 2018), Como Fazer Amigos e Enfrentar Fantasmas (com Gustavo Borges, 2019) e Alice Através do Muro (com Luke Ross, 2020), todos publicados de forma independente através de financiamento coletivo pela plataforma Catarse.
Em 2020, Peleias ganhou o Troféu HQ Mix na categoria "Publicação infantil" pelo livro Como Fazer Amigos e Enfrentar Fantasmas.